# 趙以康
趙以康（1542年—？），字元錫，號弘宇，雲南大理府浪穹縣民籍，太和縣人，明朝政治人物。

## 生平
嘉靖四十年（1561年）辛酉科雲南鄉試第三十六名舉人，曾任四川合州儒學學正，萬曆元年（1573年）湖廣鄉試同考，萬曆二年（1574年）甲戌科第二甲第四十六名進士。歷官河南怀庆府知府，十七年八月升貴州提刑按察司副使、整饬思石兵备。

## 家族
曾祖趙茂芳，祖趙熙，父趙必魁，母張氏。慈侍下。兄以安，弟以和；以慶。